# Taras Romanczuk
Taras Wiktorowycz Romanczuk (* 14. November 1991 in Kowel, Ukraine) ist ein polnischer Fußballspieler. Bis zum Jahr 2018 hatte er noch die ukrainische Staatsbürgerschaft inne, legte diese aber dann ab, um die polnische anzunehmen. Mit Stand vom 16. Juni 2024 ist er mit 336 Einsätzen wettbewerbsübergreifend der Rekordspieler für Jagiellonia Białystok.

## Karriere

### Verein
In seiner Jugend spielte er unter anderem für MFK Kowel und später für den FK Kovel-Volyn bzw. FTs Kowel. Anfang Februar 2013 verließ er den Verein, um sich in Polen Legionovia Legionowo anzuschließen. Hier spielte er als Stammspieler bei dem Klub in der dritten Liga und wechselte im folgenden Sommer zu Jagiellonia Białystok. Dort gab er am 15. August 2014 sein Ekstraklasa-Debüt bei einer 0:3-Niederlage gegen Legia Warschau, bei welcher er zur zweiten Halbzeit für Jonatan Straus ins Spiel kam. Schnell wurde er Stammspieler und verfestigte seinen Status in der Mannschaft in den folgenden Jahren noch mehr. Seit der Saison 2017/18 ist er Kapitän von Jagiellonia und erreichte am 20. April 2024 die Rekordmarke von 300 Liga-Spielen für seinen Klub. Am Ende dieser Saison gelang ihm mit seiner Mannschaft zudem erstmals in der Geschichte des Klubs der Gewinn der polnischen Meisterschaft.

### Nationalmannschaft
Sein Debüt für die polnische A-Nationalmannschaft hatte er am 27. März 2018 bei einem 3:2-Freundschaftsspielsieg über Südkorea, bei dem er in der Startelf stand und zur 61. Minute für Arkadiusz Milik ausgewechselt wurde. Danach wurde er jahrelang nicht mehr berücksichtigt. Erst im März 2024 wurde er für die Play-offs der Europameisterschaft 2024 wieder nominiert. Hier wurde er im Finale gegen Wales zur 105. Minute für Jakub Piotrowski eingewechselt. Bei einem 3:1-Freundschaftsspielsieg als Teil der Vorbereitung für die Europameisterschaft 2024 kam er ebenso zum Einsatz und erzielte hier sein erstes Länderspieltor. Bei der Endrunde wurde er für den finalen Kader nominiert und gab im ersten Gruppenspiel gegen die Niederlande sein Turnier-Debüt.